# پلنگ هندی
پلنگ هندی (نام علمی: Panthera pardus fusca) یکی از زیرگونه‌های پلنگ است که در شبه‌قاره هند شامل کشورهای هند، نپال، بوتان، بنگلادش و بخش‌هایی از پاکستان زندگی می‌کند. پلنگ هندی در کنار ببر بنگال، شیر آسیایی ، پلنگ برفی و کاراکال یکی از پنج گربه وحشی بزرگ بومی هندوستان است.
جمعیت پلنگ در هند ۱۲ تا ۱۴ هزار قلاده برآورد می‌شود.

## زیستگاه و تغذیه

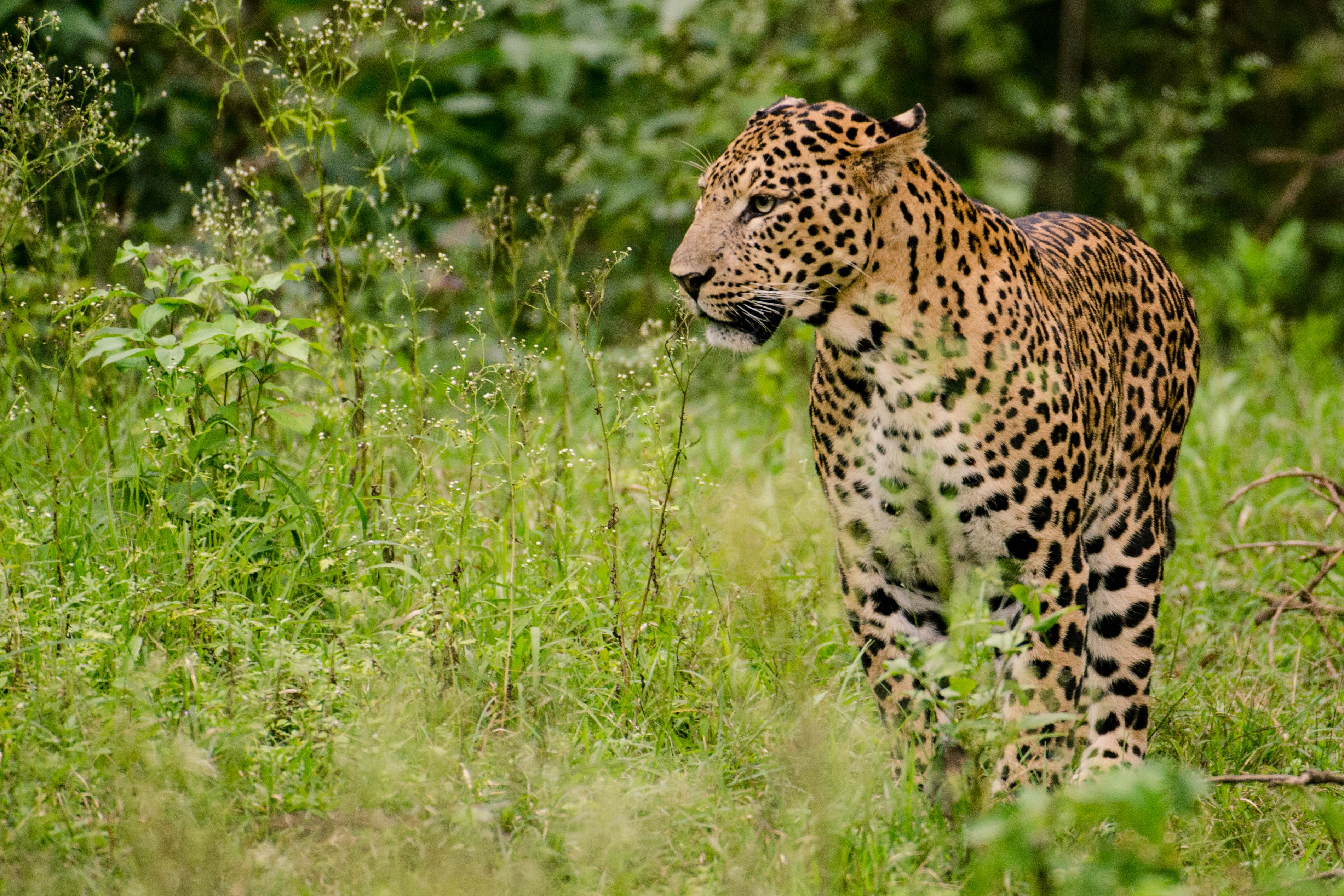
پلنگ هندی در جنگل های بارانی

پلنگ هندی در جنگل‌های بارانی گرمسیری، جنگل‌های برگریز و جنگل‌های معتدل و مخروطی زندگی می‌کند و در ارتفاعات هیمالیا زیستگاه مشترکی با پلنگ برفی دارد. اما در جنگل‌های ساحلی کرنا و سونداربانس حضور ندارد. در نقاطی که ببر بنگال جمعیت زیادی داشته باشد پلنگ هندی به ندرت دیده می‌شود و پلنگ‌ها ناچارند در حد فاصل جنگل‌های انبوه مطلوب برای ببر و زمین‌های کشاورزی انسان‌ها زندگی کنند. در جنگل گیر آن‌ها زیستگاه مشترکی با شیر آسیایی دارند.
در پارک ملی ساریسکا بررسی بر روی طعمه‌های پلنگ هندی نشان داده که گوزن خالدار، گوزن سمبر، نیلی‌گاو، گراز، لنگور خاکستری، خرگوش صحرایی هندی و طاووس مهمترین طعمه‌های این حیوان هستند.

## تهدیدها
با این که پلنگ هندی گستره‌ترین قلمرو زیستی را در میان گربه‌سانان هند دارد، اما چندین خطر آن را تهدید می‌کند. حیواناتی که سکونتگاه مشترکی با پلنگ دارند مانند شیرهای آسیایی، ببرهای بنگال، خرس‌ها، گرگ‌ها، فیل‌های آسیایی، کفتارها و سگ‌های وحشی آسیایی ممکن است توله‌های پلنگ را به قتل برسانند و ببر و شیر حتی ممکن است به یک پلنگ کاملاً رشید نیز حمله کنند.
به‌جز دشمنان طبیعی مهمترین خطر برای این حیوان انسان‌ها هستند. سال‌هاست که این حیوان با کاهش زیستگاه و شکار مواجه است. در بخش‌هایی از هند، حیوانات در کنار سکونتگاه‌های انسانی زندگی می‌کنند و ممکن است به حیوانات اهلی به عنوان شکاری آسان حمله کنند که به نبرد میان انسان‌ها و پلنگ‌ها می‌انجامد. این درگیری‌ها در سال‌های اخیر با توجه به رشد جمعیت انسان و در برخی نقاط پلنگ‌ها، بیشتر شده‌است. برای جلوگیری از این وضعیت سازمان جنگل‌های هند به‌طور منظم با تله‌گذاری در مناطقی که امکان درگیری در آن وجود دارد پلنگ‌ها را زنده‌گیری کرده و در مناطق مناسبی که به‌دور از فعالیت‌های انسانی است رها می‌کند.